# Yanni Live at the Acropolis
Yanni Live at the Acropolis è il titolo sia dell'album che del video del concerto live di Yanni registrato il 25 settembre 1993 al Teatro di Erode Attico di Atene.
All'attivo, per quanto riguarda le vendite, può contare più di 750 000 copie del video e oltre 7 milioni di copie dell'album.
Nel 1994, il video ricevette la nomination all'Emmy Award.
Il concerto è stato visto in 65 Paesi da mezzo miliardo di persone ed è sempre rimasto in classifica dalla data di pubblicazione, diventando il secondo video musicale di tutti i tempi.

## Storia
Si tratta del primo album live di Yanni, nel quale è stata utilizzata la Royal Philharmonic Concert Orchestra (sotto la supervisione del direttore d'orchestra iraniano Shardad Rohani) in "rinforzo" alla band originale dell'artista.
Yanni dichiarò: "Da quando lasciai la Grecia, più di due decadi fa, ho sempre sognato di tornare ed esibirmi all'Acropoli. Questo progetto mi è costato più di un anno e mezzo di pianificazione e realizzazione, e vorrei ringraziare la mia band e la troupe, oltre alle numerosissime altre persone che hanno permesso al mio sogno di diventare realtà."
In un'intervista del 2004, al batterista Charlie Adams venne chiesto di indicare il primo concerto che gli venisse in mente in oltre 25 anni di carriera al fianco di Yanni. Adams replicò: "Ovviamente, il più eccitante per me fu Live at the Acropolis. Suonare davanti a oltre 10.000 persone ogni notte, sotto il Partenone di Atene. Sapere che per Yanni era la prima volta che si esibiva in patria, di fronte ai propri connazionali Greci, non poteva non emozionare. Per quanto mi riguarda, comunicai con la mia batteria in un solo di fronte a persone che non parlavano una parola di inglese. La batteria è, in musica, un linguaggio internazionale. Una grande esperienza, che rimarrà per sempre nel mio cuore."
Allo stesso modo, il tastierista Bradley Joseph racconta: "Quando rifletto sul passato, uno dei punti massimi della mia carriera è la performance all'Acropoli con Yanni. Immaginate tutte queste culture diverse arrivate insieme sfidando i problemi di linguaggio, equipaggiamento, viaggio e condizioni atmosferiche. Ricordo ancora la polizia, poco prima dello spettacolo, che sguinzagliava i cani negli spogliatoi alla ricerca di eventuali bombe. La gente veniva da me e commentava come questo concerto avesse cambiato la loro vita."
A seguito di questo concerto, la violinista Karen Briggs guadagnò l'appellativo di "signora in rosso".

## Tracklist
1. "Santorini" - 6:57
2. "Keys to Imagination" - 7:35
3. "Until the Last Moment" - 6:37
4. "The Rain Must Fall" - 7:24
5. "Acroyali/Standing in Motion" (Medley) - 8:51
6. "One Man's Dream" - 3:36
7. "Within Attraction" - 7:46
8. "Nostalgia" - 5:46
9. "Swept Away" - 9:22
10. "Reflections of Passion" - 5:22
11. "Aria" - 4:03

## Band
- Charlie Adams - batteria
- Karen Briggs - violino
- Michael "Kalani" Bruno - percussioni
- Ric Fierabracci - basso
- Julie Homi - tastiere
- Bradley Joseph - tastiere
- duetto di violini in "Within Attraction" - Karen Briggs e Shahrdad Rohani
- cantante per "Aria" - Darlene Koldenhoven e Lynn Davis